# Gary Kildall
Gary Arlen Kildall (ur. 19 maja 1942 w Seattle, zm. 11 lipca 1994 w Monterey) – amerykański informatyk.
Ukończył University of Washington, następnie wykładał w Naval Postgraduate School.
W roku 1974 Gary Kildall stworzył w języku PL/M pierwszy dyskowy system operacyjny CP/M dla mikrokomputera zbudowanego na bazie mikroprocesora Intel 8080. Po sukcesie CP/M utworzył przedsiębiorstwo Digital Research, gdzie powstał jeden z pierwszych system okienkowy sterowanych myszką – GEM. Jako jeden z pierwszych widział mikroprocesor jako serce uniwersalnego komputera, a nie wyłącznie kontrolera jakiegoś urządzenia. Był twórcą BIOS, który w założeniach miał uczynić oprogramowanie przenośnym.
Zmarł w wieku 52 lat na atak serca.